# Tour de la Babotte

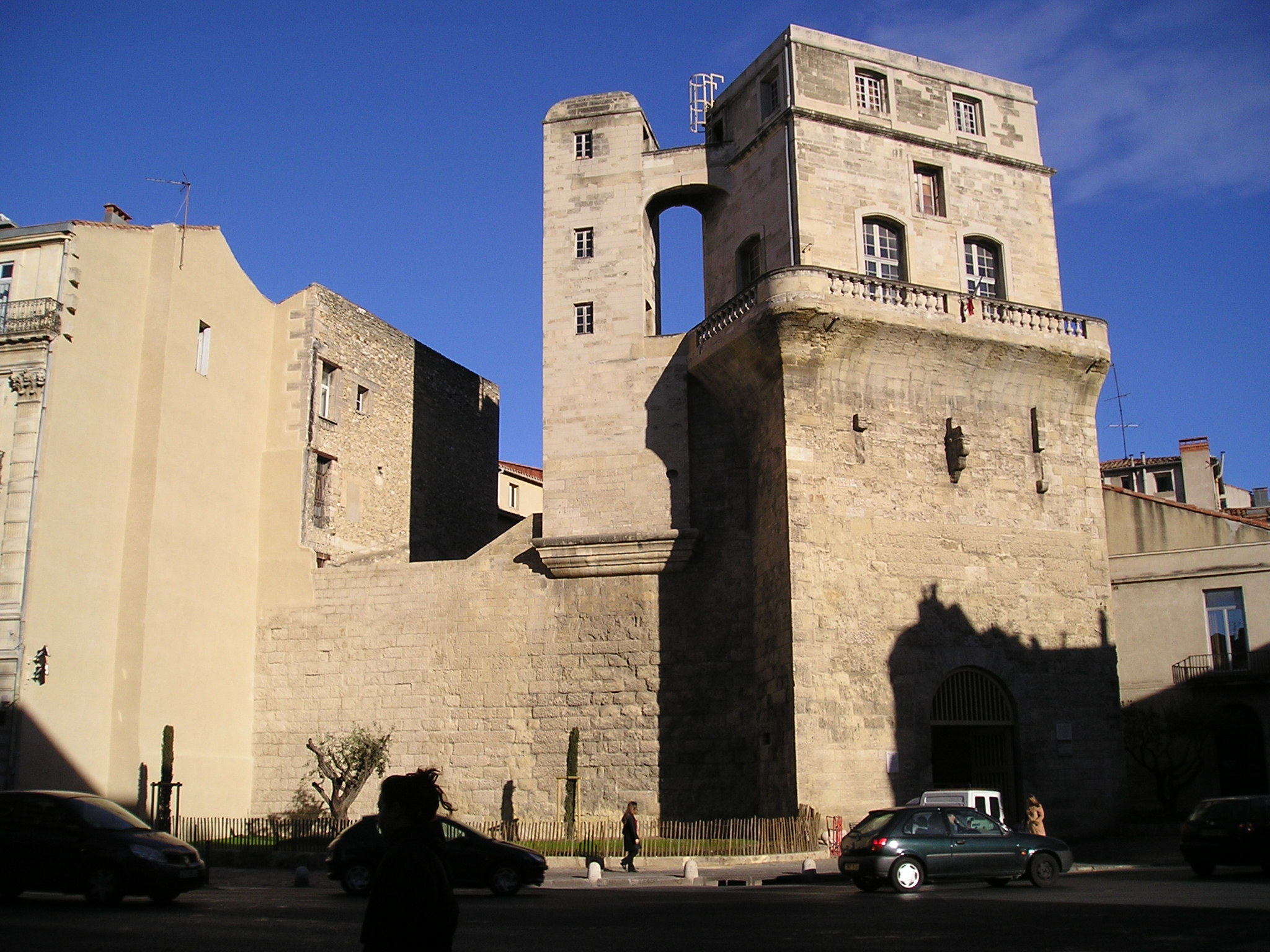
Toren la Babote in Montpellier, Zuid-Frankrijk

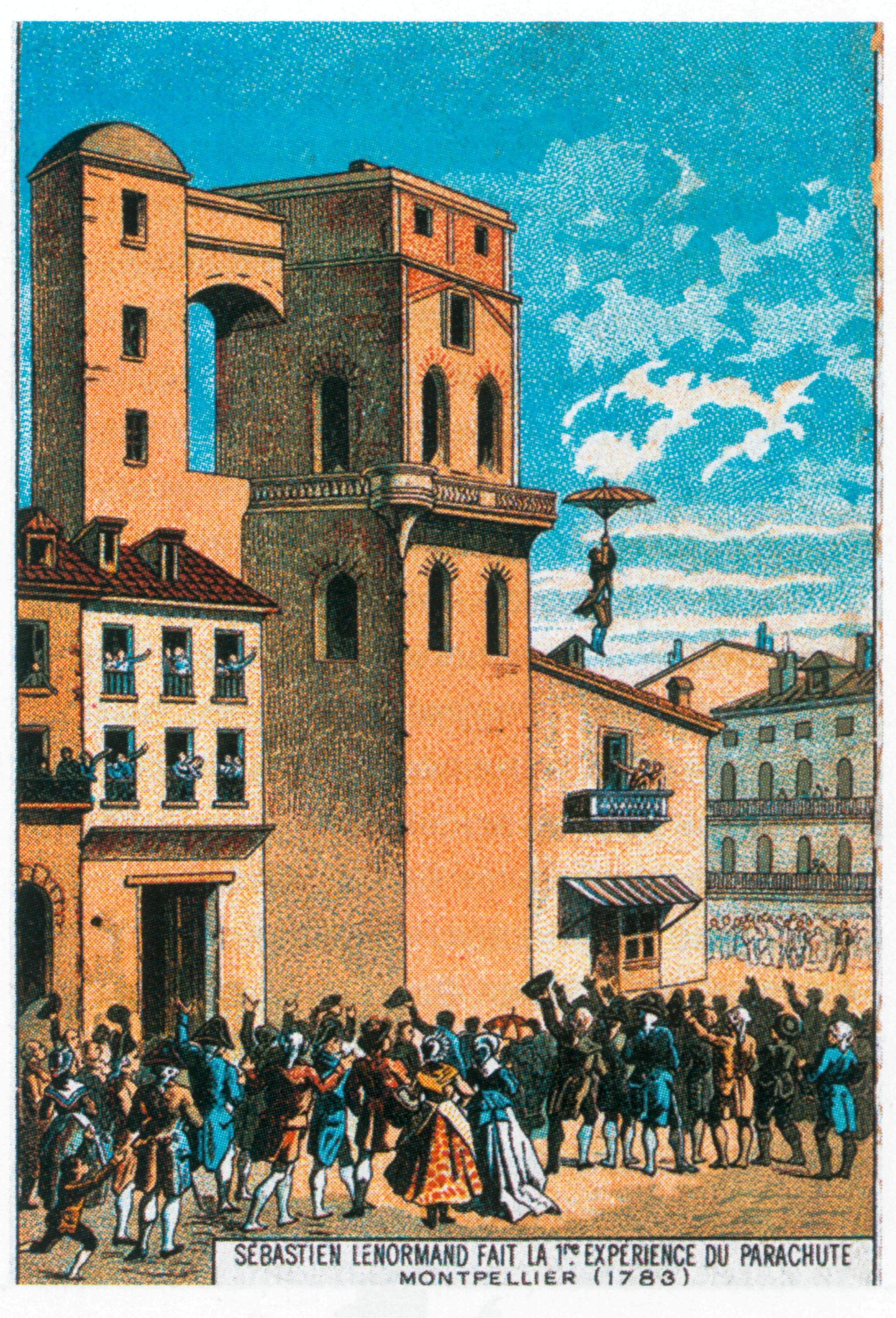
Parachute-experimenten van Lenormand

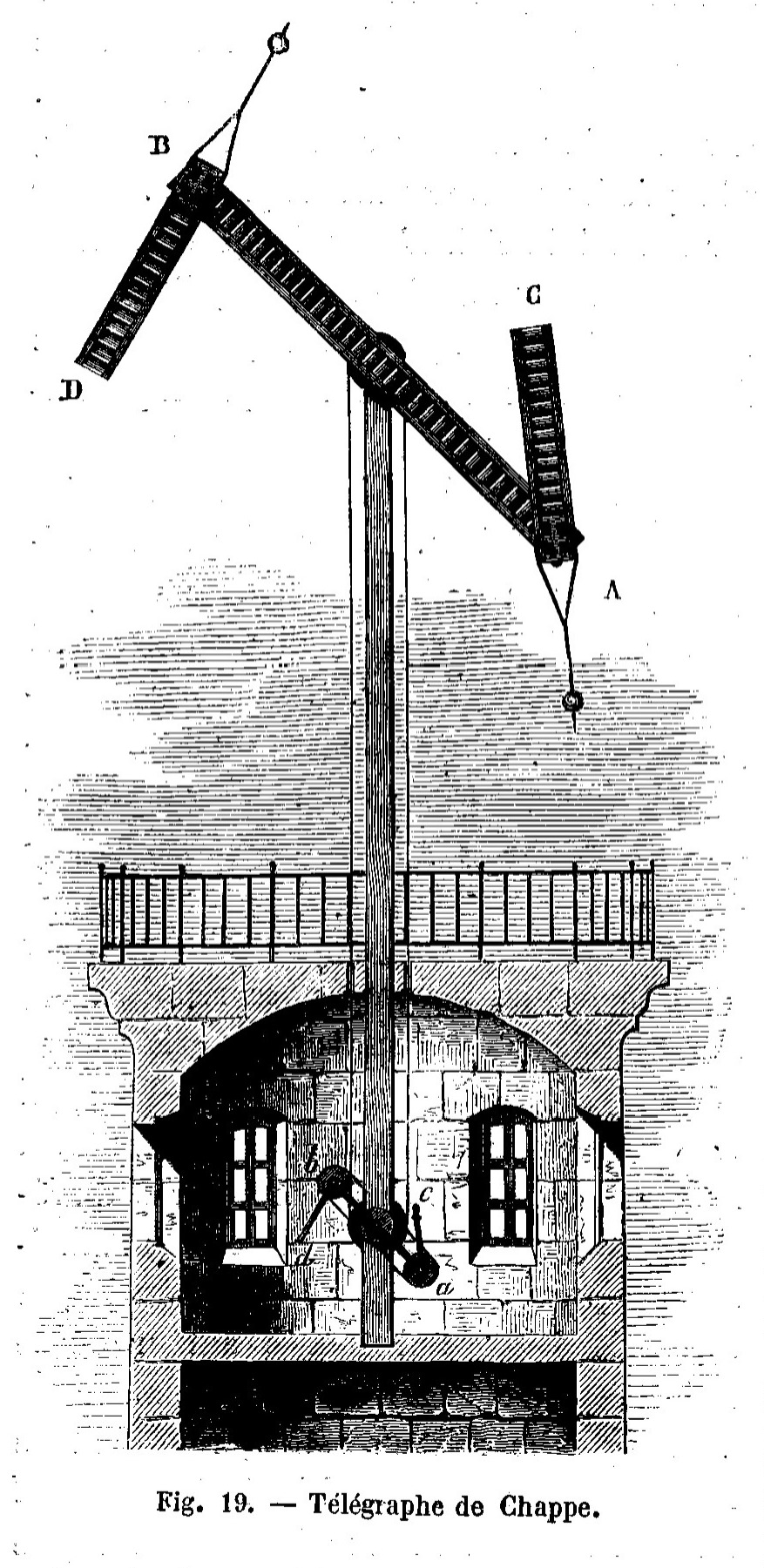
Telegraaftoren van Chappe

De Tour de la Babote of Babotte (13e eeuw) is een middeleeuwse vestingtoren in de stad Montpellier, in het Franse departement Hérault. In de 17e eeuw kwam er een bovenbouw die diende als een observatorium voor astronomen. Van 1832 tot 1855 was het een telegrafietoren volgens de semafoortechnieken van Chappe.

## Historiek

### Koninkrijk Frankrijk
De Toren la Babote was een van de twintig vestingtorens van het middeleeuwse Montpellier. De ringmuren zijn 13e-eeuws.
In de 18e eeuw besliste de provincie Languedoc, in het koninkrijk Frankrijk, om bovenop de toren la Babote een observatorium te bouwen (1740). Maarschalk d’Asfeld, directeur-generaal van de vestingen, was akkoord gegaan met de vraag van de Académie des Sciences (1739). De werken waren klaar in 1745. Er stonden sterrenkijkers en de directeur van het observatorium betrok een groot appartement in de nieuwbouw. De Académie des Sciences bemande het observatorium voor astronomie tot in 1793. In deze periode vonden experimenten plaats van Louis-Sébastien Lenormand (1783). Lenormand testte een parachute uit door van het terras van het observatorium te springen; van Lenormand komt overigens de naam parachute. Als verder experiment smeet hij dieren van het dak van het observatorium naar beneden.
Priester Picard werkte voor de Académie des Sciences: hij publiceerde zijn astronomische observaties bij de Académie. Het werk van Picard werd verder gezet door Barthélemy Tandon.
In de jaren na de Franse Revolutie (1789) werd het observatorium niet meer bemand. In 1793 liet de Académie des Sciences de toren la Babote achter voor wat ze was: verwaarloosd en met beschadigde meetinstrumenten.

### 19e eeuw
Van 1832 tot 1855 werd de toren la Babote uitgebouwd als telegrafietoren. De gebroers Chappe bouwden in Montpellier een van de zendmasten zoals Claude Chappe ze ontworpen had. Het was een transmissie van boodschappen zonder kabel die "sneller was dan de postkoets" zoals dat in die tijd heette. De toren la Babote stond op de telegrafielijn Narbonne-Nîmes.
Van 1855 tot 1890 betrok de faculteit wetenschappen van de universiteit van Montpellier de toren. Zij richtte er een laboratorium in voor meteorologie en astronomie.
Van 1899 tot 1903 verbleven er duivenliefhebbers. De duivenkoten waren eigendom van de duivenbond van het departement Hérault.

### 20e eeuw en nadien
Van 1903 tot 1950 werd de toren opnieuw een observatietoren voor astronomen. Ditmaal werd ze in gebruik genomen door astronomen van de vereniging Société Flammarion.
De toren la Babote werd erkend als monument historique van Frankrijk.
In een tussenperiode 1950-1980 was de toren een museum, het Musée du Vieux Montpellier. Nadien trokken er amateur-astronomen in de toren la Babote. Het gaat om de Société Astronomique de Montpellier, zoals een herdenkingsplaat in de toren aangeeft.